# Alex Staropoli

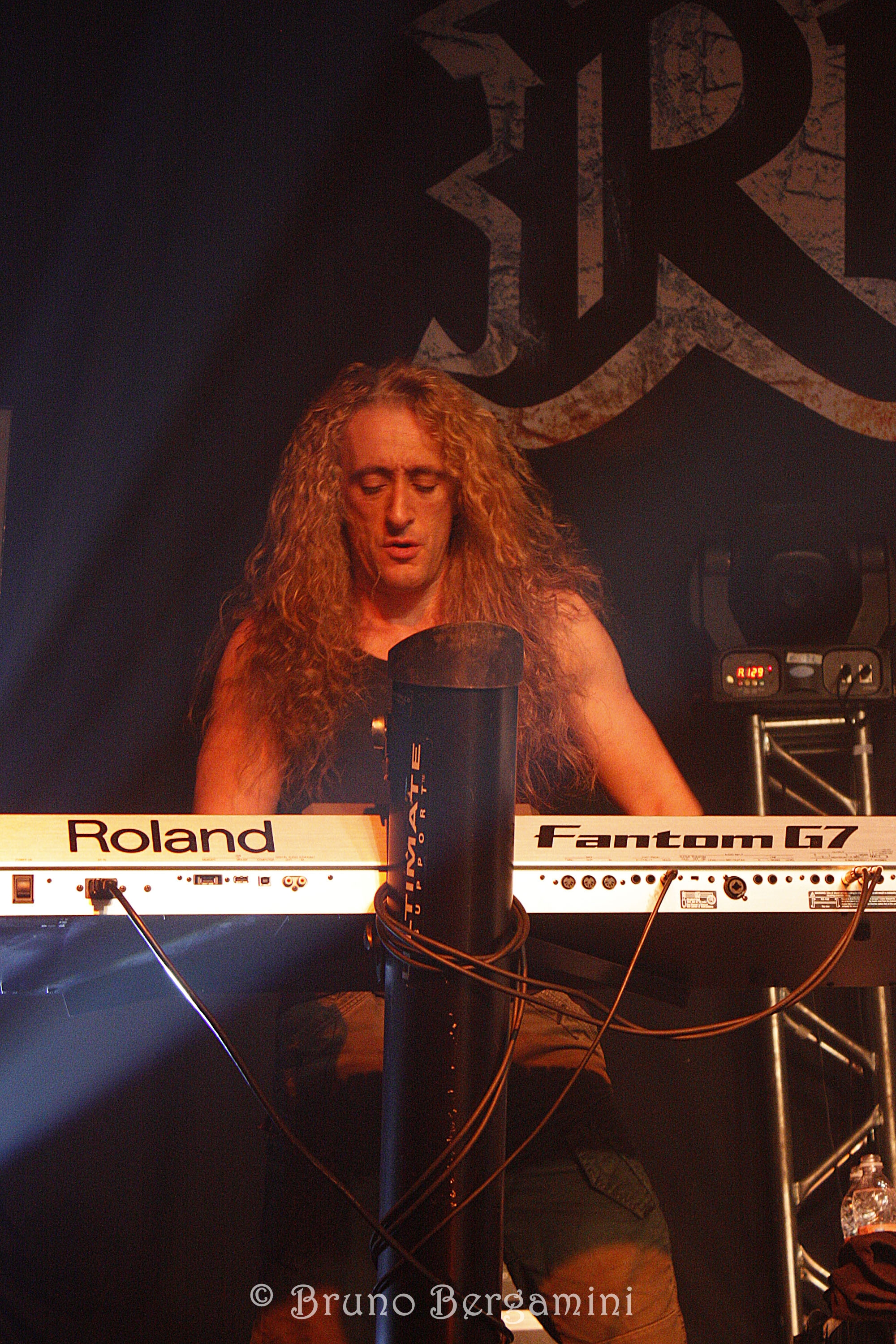
Alex Staropoli

Alex Staropoli född 9 januari 1970 i Trieste Italien, är grundaren till power metal-bandet Rhapsody of Fire. Han grundade bandet tillsammans med gitarristen Luca Turilli efter att de möttes på en fest.